# Iridopsis mossi
Iridopsis mossi là một loài bướm đêm trong họ Geometridae.